# Rothmannia daweishanensis
Rothmannia daweishanensis är en måreväxtart som beskrevs av Y.M.Shui och W.H.Chen. Rothmannia daweishanensis ingår i släktet Rothmannia och familjen måreväxter. Inga underarter finns listade i Catalogue of Life.